# Colm Cannon
Colm Cannon (* 8. Juli 1986 in Cambridge, England) ist ein britisch-luxemburgischer Eishockeyspieler, der seit 2010 bei Tornado Luxembourg in der vierten französischen Liga spielt.

## Karriere
Colm Cannon, der in Großbritannien geboren wurde, aber in Luxemburg aufwuchs, begann seine Karriere beim ESC Trier jenseits der luxemburgisch-deutschen Grenze, für den er in von 2002 bis 2004 in der Regionalliga spielte. Anschließend wechselte er in seine englische Heimat und spielte dort sechs Jahre bei den Nottingham Lions in der English National League. Außerdem spielte er 2005/06 auch für die Solihull Barons in der höherklassigen English Premier Ice Hockey League. 2010 wechselte er nach Luxemburg, wo er seither für Tornado Luxembourg, deren bester Torschütze aller Zeiten er inzwischen ist, in der vierthöchsten französischen Liga, der Division 3 auf dem Eis steht.

### International
Für Luxemburg nahm Cannon, der außer der luxemburgischen auch über die britische Staatsangehörigkeit verfügt, an den Welttitelkämpfen der Division III 2015, als er zum besten Spieler seiner Mannschaft gewählt wurde, 2016, als er gemeinsam mit dem Georgier Boris Kotschkin bester Torvorbereiter und gemeinsam mit dem Georgier Artjom Kosjulin und dem Türken Serdar Semiz hinter Kotschkin und dem Türken Emrah Özmen drittbester Scorer des Turniers war, 2017, als er gemeinsam mit dem Georgier Iwan Schartschow zweitbester Torschütze hinter dessen Landsmann Artjom Kosjulin war, 2019, 2022, als er die beste Bullybilanz des Turniers erreichte und auch erneut bester Spieler seiner Mannschaft war, 2023 und 2024 teil. Bei der Weltmeisterschaft 2018 spielte er für die Moselfranken erstmals in der Division II.
Bei der Olympiaqualifikation für die Winterspiele 2022 in Peking, bei der die Luxemburger im November 2019 im heimischen Kockelscheuer nach einem klaren 10:1-Erfolg gegen Bosnien und Herzegowina und zwei knappen Niederlagen gegen Kirgisien (3:5) und die Vereinigten Arabischen Emirate (4:5) in der ersten Vorqualifikationsrunde ausschieden, führte er erstmals sein Team als Kapitän auf das Eis.

## Erfolge und Auszeichnungen
- 2016 Bester Torvorbereiter bei der Weltmeisterschaft der Division III
- 2017 Aufstieg in die Division II, Gruppe B, bei der Weltmeisterschaft der Division III